# Spathius trichiosomus
Spathius trichiosomus är en stekelart som beskrevs av Cameron 1910. Spathius trichiosomus ingår i släktet Spathius och familjen bracksteklar. Inga underarter finns listade i Catalogue of Life.